# Maria Margaretha la Fargue
Maria Margaretha la Fargue (getauft am 29. Dezember 1743 in Den Haag; gestorben am 21. April 1813, ebenda) war eine niederländische Malerin und Zeichnerin.

## Leben
Maria Margaretha la Fargue wurde am 29. Dezember 1743 in Den Haag getauft. Sie war das jüngste von fünf Kindern und das einzige Mädchen des Notars Jean Thomas la Fargue (ca. 1700–1774), der aus einer Hugenottenfamilie stammte und Charlotte Constantia van Nieuwland (1703–1785). Ihre Mutter brachte eine stattliche Mitgift von 25.000 Gulden in die Ehe, jedoch schien die Familie immer am Rande eines Bankrotts gelebt zu haben. Maria la Fargue blieb unverheiratet.

## Werk
Maria la Fargue lernte das Zeichnen und Malen von ihren Brüdern Paulus Constantijn (1729–1782) und Jacob Elias (1735–1776?), die ihrerseits wahrscheinlich Autodidakten waren. Auch ihre Brüder Isaac Lodewijk (1726–1805) und Karel (1738–1793) waren Maler. Zumeist malte sie Genreszenen, manchmal auch Straßenszenen und gelegentlich Porträts und Stadtansichten. Sie war wie der Rest der Familie Organistin. Mit ihren Brüdern betrieb sie eine Art Familienatelier, sie fertigten Drucke und Illustrationen für Bücher und Almanache an. Maria la Fargue fertigte beispielsweise vier Drucke für den Haager Fürstenlyke und Königsalmanach von 1788 an. Angeleitet wurden sie dabei von Paulus, der die führende Kraft in der Unternehmung war. Nach seinem Tod geriet die Familie in finanzielle Probleme. So konnten sich Maria la Fargue, ihre Mutter und ihr Bruder Karel die Miete für das Haus in der Boekhorststraat in Den Haag nicht mehr leisten und mussten einen Zahlungsaufschub beantragen.
Jedoch waren sie 1785 bankrott. Anschließend versuchte Maria la Fargue ihren Lebensunterhalt durch Zeichenunterricht zu verdienen. Doch 1808, nachdem sie bereits jahrelang allein gelebt hatte, da alle anderen Verwandten inzwischen gestorben waren, trat sie in die Dispensation des reformierten Diakonats ein. In ihren letzten Jahren zog sie mehrmals um, schließlich lebte sie im Krankenhaus und in der Pension am Langen Beestenmarkt, wo sie in Armut starb.
Heute sind nur einunddreißig Gemälde und zweiunddreißig Zeichnungen von ihr bekannt, zu denen etwa siebzig hinzukommen, die in unbebilderten Verkaufskatalogen vor 1900 beschrieben wurden. Abgesehen von Stücken im Philadelphia Museum of Art und im John and Mable Ringling Museum of Art in Sarasota, Florida, befinden sich ihre Gemälde größtenteils in niederländischen Museen und Privatsammlungen. Ihre Zeichnungen sind stärker verstreut und Exemplare davon werden in allen großen niederländischen Kupferstichräumen wie dem Museum Boijmans Van Beuningen und dem Rijksmuseum Amsterdam, und im Städelsches Kunstinstitut. Auch in der National Gallery of Victoria befindet sich ein Gemälde von Maria la Fargue.

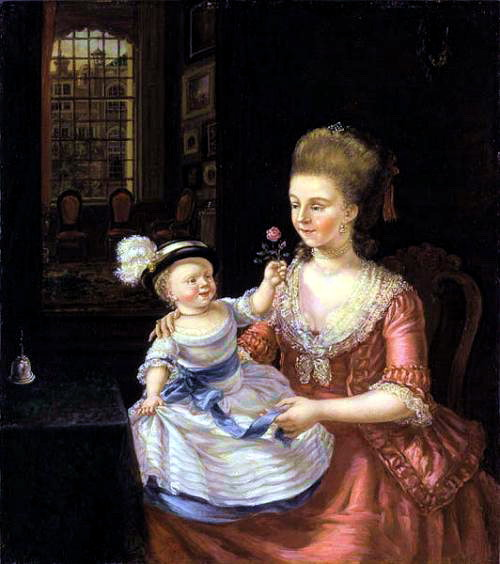
Mutter mit Kind
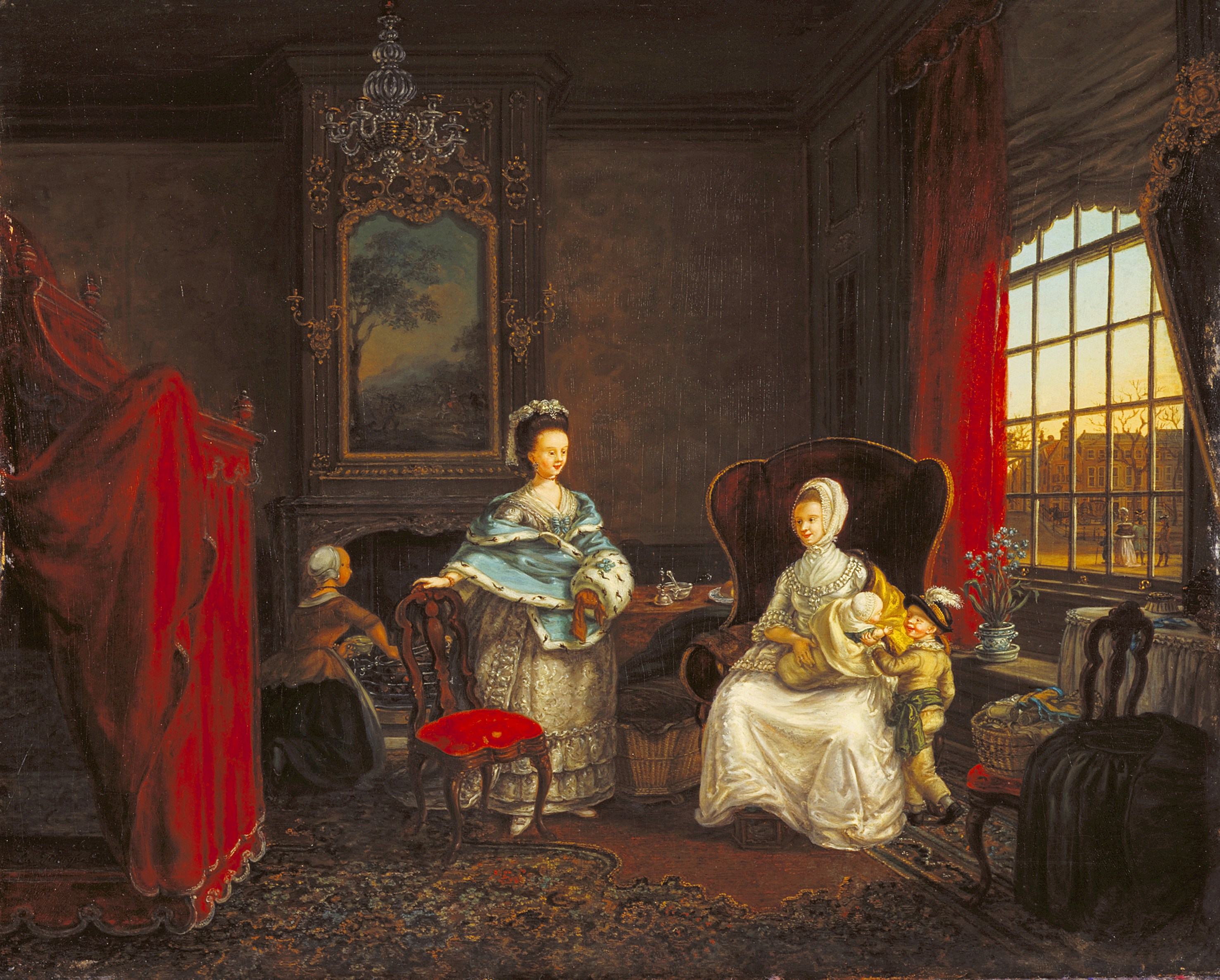
Innenraum eines Hauses an der Dunne Bierkade, Den Haag
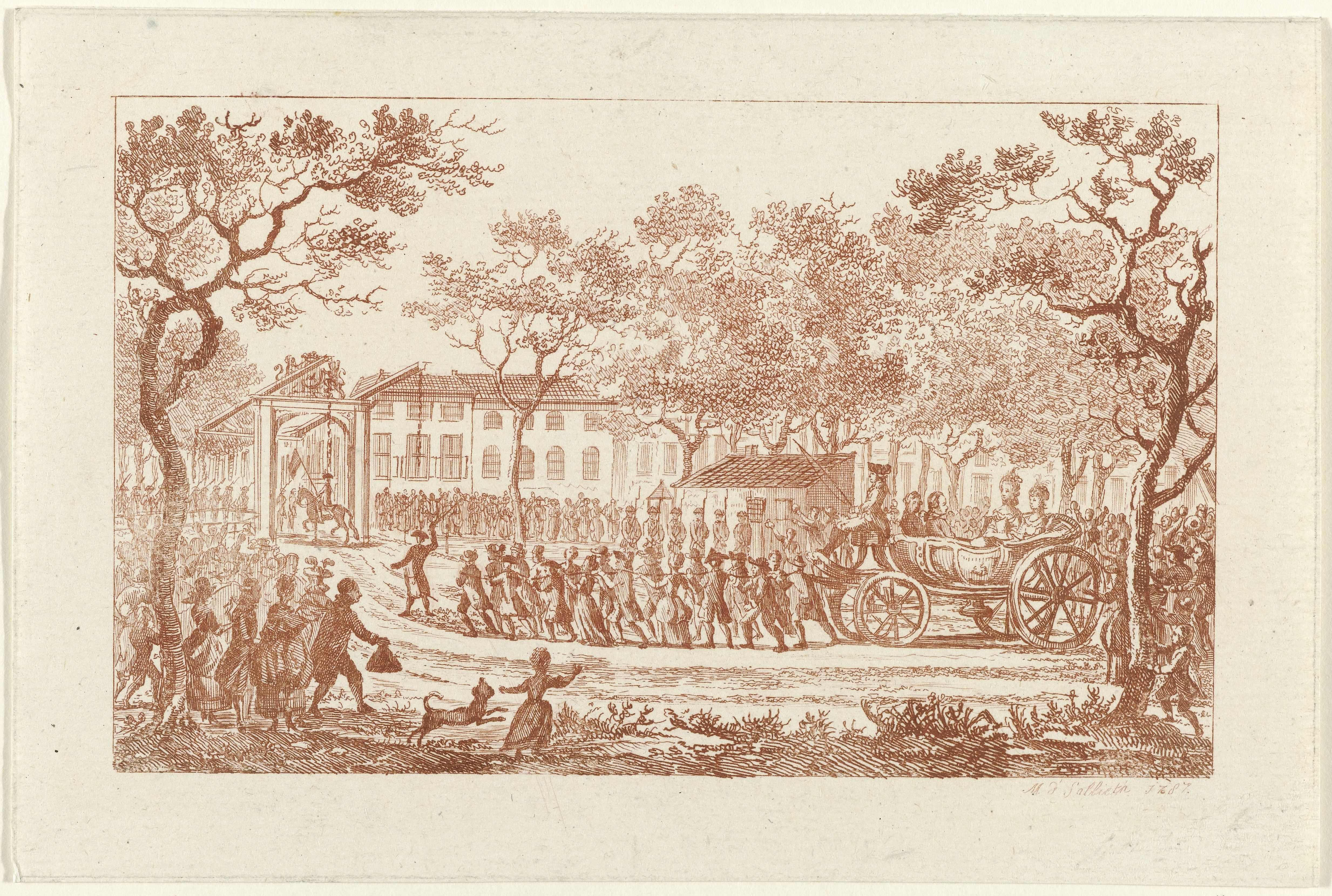
Treffen mit der Prinzessin von Oranien und den Kindern
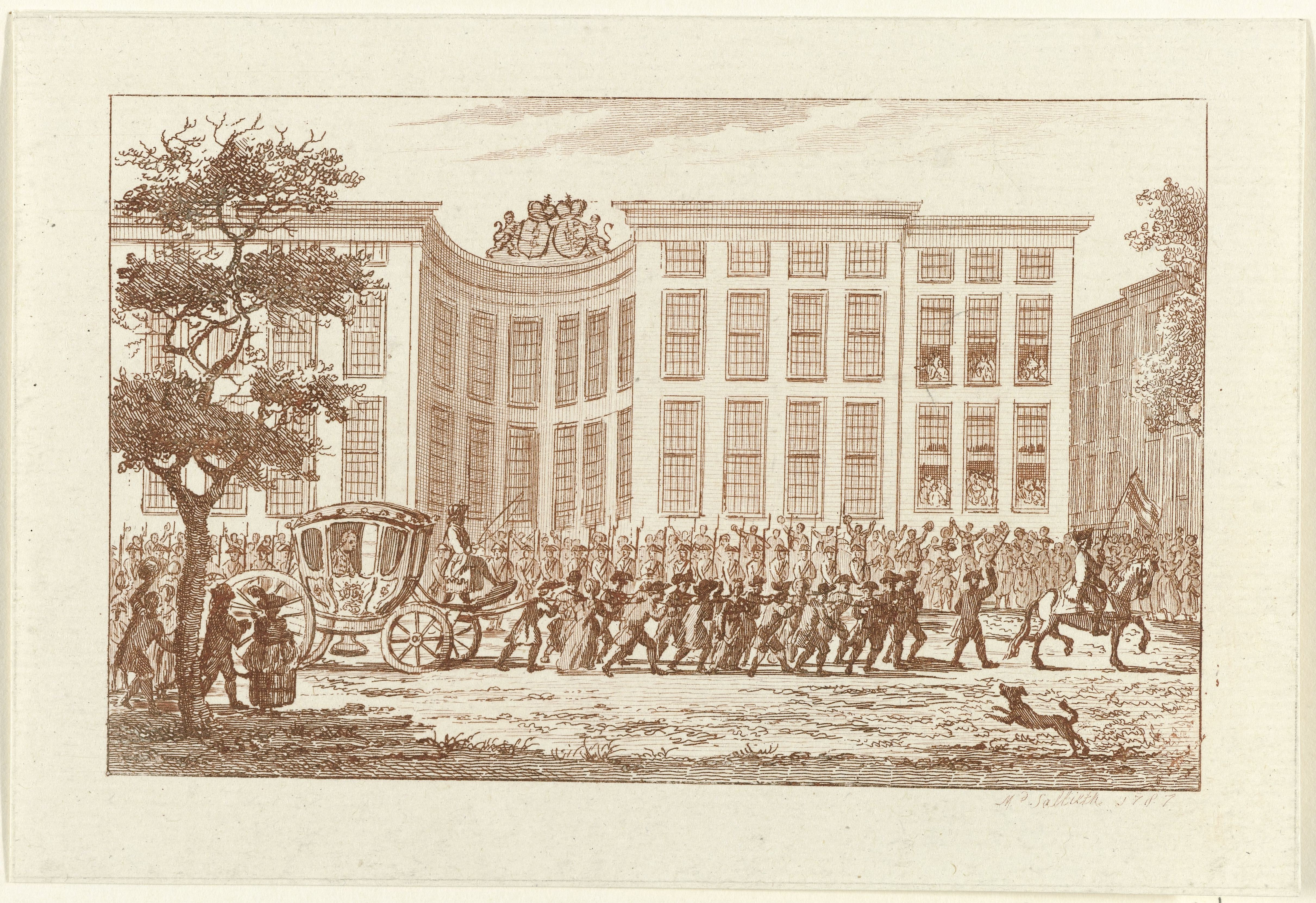
Treffen mit dem Prinzen von Oranien
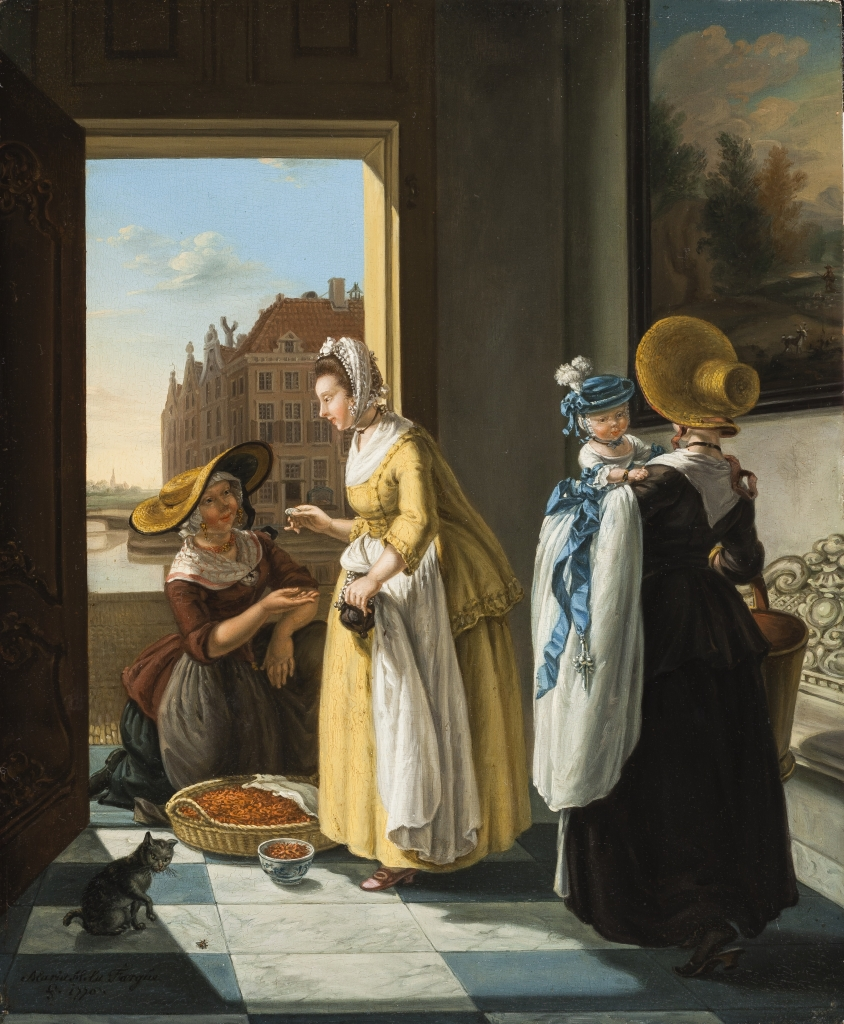
Die Shripm-Verkäuferin